# Francisco Vargas (futbolista)
Francisco Javier Vargas Sánchez es un jugador de fútbol playa mexicano. Formó parte de las fuerzas básicas del América pero al no tener oportunidades emigró al Atlante entrenando con el primer equipo. De ahí pasó al Zacatepec de 1.ª A . después fue contratado por el San Salvador de primera división en El Salvador que duró  5 años y después de unos años fue invitado a jugar en la selección de fútbol de playa en donde consiguió una medalla de plata en 2007. Ahora cuenta con su propia escuela de fútbol al haberse graduado como director técnico profesional por la federación mexicana de fútbol; la escuela de fútbol se llama Centro de Formación FV. O CFFV.VARGAS

## Participaciones en Copas del Mundo de Playa
| Mundial                                | Sede    | Resultado    | Partidos | Goles |
| -------------------------------------- | ------- | ------------ | -------- | ----- |
| Copa Mundial de Fútbol Playa FIFA 2007 | Brasil  | Subcampeón   | 5        | 0     |
| Copa Mundial de Fútbol Playa FIFA 2008 | Francia | Primera Fase | 3        | 0     |

## Participaciones en Campeonato de Fútbol Playa de Concacaf
| Copa                                           | Sede   | Resultado    | Partidos | Goles |
| ---------------------------------------------- | ------ | ------------ | -------- | ----- |
| Campeonato de Fútbol Playa de Concacaf de 2007 | México | Cuarto lugar | 4        | 0     |
| Campeonato de Fútbol Playa de Concacaf de 2008 | México | Campeón      | 3        | 0     |